# Lothar Dräger
Lothar Dräger (* 19. Januar 1927 in Schwennenz; † 9. Juli 2016 in Potsdam) war ein deutscher Comic- und Romanautor.

## Leben und Leistungen
Lothar Dräger besuchte das Realgymnasium und war anschließend Flakhelfer in Stettin, wo er aber nach schwerer Krankheit noch vor Kriegsende als wehruntauglich entlassen wurde. Er studierte nach dem Zweiten Weltkrieg zunächst Gesang am Klindworth-Scharwenka-Konservatorium in Berlin, danach an der Hochschule für Musik und wurde Opernsänger. Nach Engagements in Nordhausen und Potsdam wechselte er 1957 den Beruf und wurde mit Hannes Hegen und später auch mit Wolfgang Altenburger Texter und Ideengeber bei der von Hegen konzipierten und gezeichneten Comic-Zeitschrift Mosaik. Dräger recherchierte die historischen Hintergründe der Geschichten, schrieb Verse und erstellte Exposés für die Digedags, die Hauptfiguren des Mosaiks. 1958 und 1959 textete er auch die Mosaik-Beilage Klaus und Hein erzählen aus dem Pionierleben. Für die DDR-Indianerfilme Ulzana, Osceola und Tecumseh übernahm er die historische Beratung.
Nachdem es 1975 zum Bruch zwischen dem Verlag und „Digedags-Vater“ Hannes Hegen gekommen war, wurde Lothar Dräger mit Lona Rietschel zum geistigen Urheber der Abrafaxe, welche die Digedags beerbten. Jetzt wurde er künstlerischer Leiter, machte Aufrisse und zeichnete sogar manche Seiten selbst. Auch für eine 1980 im Palast der Republik in Ost-Berlin aufgeführte Abrafaxe-Revue schrieb er das Script. Zum 1. Januar 1990 ging er in den Ruhestand. Im Jahre 2002 erschien sein Roman Ritter Runkel und seine Zeit, in dem er die Geschichte des Ritter Runkel, die in den Jahren 1964 bis 1969 im Mosaik erschienen war und die er ebenfalls getextet hatte, weiterverfolgt. In den Jahren 2006, 2009 und 2012 veröffentlichte er Fortsetzungen dieses Romans.
Lothar Dräger starb am 9. Juli 2016 im Alter von 89 Jahren in Potsdam.

## Schriften
- Mosaik (Digedags) von Hannes Hegen, Co-Autor von 1957 bis 1975
- Mosaik (Abrafaxe), Autor und Künstlerischer Leiter von 1976 bis 1990
- mit Ulf S. Graupner (Illustrator): Ritter Runkel und seine Zeit. Roman, Nachw. von Thomas Kramer, Edition Claudia im Verlag Jurgeit, Krismann & Nobst, Berlin 2002, ISBN 3-936908-02-8.
- mit Ulf S. Graupner (Illustrator): Ritter Runkel. Der Diplomat. Roman. Mosaik Steinchen-für-Steinchen-Verlag, Berlin 2006, ISBN 978-3-932667-49-7.
- mit Ulf S. Graupner (Illustrator): Ritter Runkel. Die Legende. Roman, herausgegeben von Klaus D. Schleiter und Anne Hauser-Thiele, Mosaik Steinchen-für-Steinchen-Verlag, Berlin 2009, ISBN 978-3-937649-48-1.
- mit Ulf S. Graupner (Illustrator): Im Namen der Rübe. Die Abenteuer des Bodo von Rübenstein. Roman, herausgegeben von Klaus D. Schleiter und Anne Hauser-Thiele, Mosaik Steinchen-für-Steinchen-Verlag, Berlin 2012, ISBN 978-3-937649-35-1.